# 東京都立稔ヶ丘高等学校
東京都立稔ヶ丘高等学校（とうきょうとりつ みのりがおかこうとうがっこう、英: Tokyo Metropolitan Minorigaoka High School）は、東京都中野区上鷺宮五丁目に所在する東京都立高等学校。通称は「稔」。

## 教育課程
- 定時制課程
  - 総合学科
    - 情報・デザイン系列
    - ビジネス・コミュニケーション系列
    - 人間・環境系列

なお、2016年3月現在もこの系列は形式上存続しているが実際は機能していないため、ほぼ入試問題用として使われている。

## 概要
都立高校改革推進計画に基づき、四谷商業の全日制・夜間定時制と鷺宮、石神井、大泉、第四商業の各都立高校の定時制が統合され、2007年（平成19年）4月に四谷商業高等学校の校舎内に開校した。「支援教育を行う普通学校」の一つ、チャレンジスクールに指定されている。
当初は「東京都立中野地区チャレンジスクール」と仮称されていたが、2006年（平成18年）7月27日に校名が「東京都立稔ヶ丘高等学校」と発表された。

## 校風・校則
「校服」と呼ばれるブレザータイプの学校制服を着用する。夏服・冬服があり、女子生徒はスカートの他パンツスタイルも選択出来る。アクセサリー（ピアスやネックレス、派手なヘアアクセサリーなど）等装飾品は一切認められていない。校則に沿わない乱れた着用、髪染め、化粧も不可。従わない生徒には特別指導（下記参照）退学または停学処分が科せられる。

### 特別指導
特別指導とは、学校生活態度によって為される注意指導。5回受けると退学処分となり、指導内容によっては1回で停学処分または退学処分にもなることがある。他の生徒に被害が及んだ場合の指導は厳格に行う。

## 教育課程

### 特色のある科目
- コーピング・メソッドタイム
各教科学習の基礎にある学習スキルについて、入学と同時に1年間学習し、練習する。具体的には、学習の動機づけ、ノートのとり方、記憶学習のしかた、試験準備のしかた、理解力を高める方法、学習の工夫、など、学習心理学に基づく独自のプログラムで行なわれる。
- コーピング・リレーションタイム
社会の中でストレスを上手にコントロールして、上記同様入学と同時に1年間人間関係を作っていく方法を学ぶ授業。早稲田大学人間科学学術院と共同開発した、認知行動療法の枠組みに基づくプログラムで、認知、行動、情動の単元について、年間通して体験的に学んでいく。「認知」単元では、ものごとのとらえ方を柔軟にしてストレス感情をコントロールする方法、「行動」単元では、会話のスキル、アサーション（相手も自分もストレスを少なくして、自己主張する方法）などの社会的スキル、「情動」単元では、呼吸法、弛緩法、イメージ法などのリラックス法　などが具体的な学習内容になる。

2016年度まではこのような形態であったが、2017年度から変更になり、2つの科目が統合された。科目名はコーピング。

## 入試
基本的に入学試験に学科試験は無く、出願と同時に提出する「志願申告書」と試験日に作文と面接での試験を行う。内申書は必要ないし採点対象にならないが、提出した場合は生徒理解資料として使われる。そのため、中学校で不登校になっていて出席日数が皆無であった人、特別支援学級の人も出願できる。以下が配点である。
- 志願報告書 150点
- 面接 600点
- 作文 500点
- 計 1250点

2017年度より配点が変更され志願報告書が250点から150点になり、面接が500点から600点に変更されている。

## 学校行事
- 6月 - 稔杯（体育祭）
- 9月 - 稔祭（文化祭）

## 部活動

### 屋外[1]
- 陸上部
- 軟式野球部
- サッカー部
- 硬式テニス部
- ソフトテニス部

### 屋内[1]
- 剣道部
- 茶道部
- 写真部
- 演劇部
- 軽音楽部
- ダンス部
- バレーボール部
- パソコン部
- 映画研究部
- 現代文化研究部
- 合唱部
- 美術部
- CAS部
- 吹奏楽部
- バスケットボール部（男子・女子）
- バドミントン部
- 卓球部
- 生物部
- 文芸部
- 手話部
- ボランティア部
- ボルダリング部
- 鉄道部
- プラモデル部
- かるた部

## 沿革
- 2007年4月1日 - 開校
- 2017年4月1日 - 独自科目であるコーピング・リレーションタイムとコーピング・メソッドタイムを統合し、科目名をコーピングへ変更
- 2018年
  - 4月1日 - 2学期制から3学期制に移行
  - 6月8日 - 稔杯（体育祭）が初めての全学年・Ⅰ部、Ⅱ部、Ⅲ部生で行われる
- 2019年4月1日 - 1学年Ⅲ部が2クラスから3クラスへ移行

## 校歌
- 勁い心（作詞：笹のぶえ、作曲：はたけ）

## 交通
鉄道でのアクセス
- 西武新宿線 SS10 下井草駅より徒歩7分
- 西武池袋線 SI08 富士見台駅より徒歩14分

富士見台駅から高校まで少し距離がある。
バスでのアクセス
- K01/K02：「稔ヶ丘高校」または「稔ヶ丘高校入口」バス停下車徒歩

自動車でのアクセス
- 新宿区方面、西東京市方面からは 新青梅街道を利用
- 世田谷区方面、練馬区方面からは環八通りを利用する。

## 著名な出身者
- 丸高愛実 - タレント